# Кариота

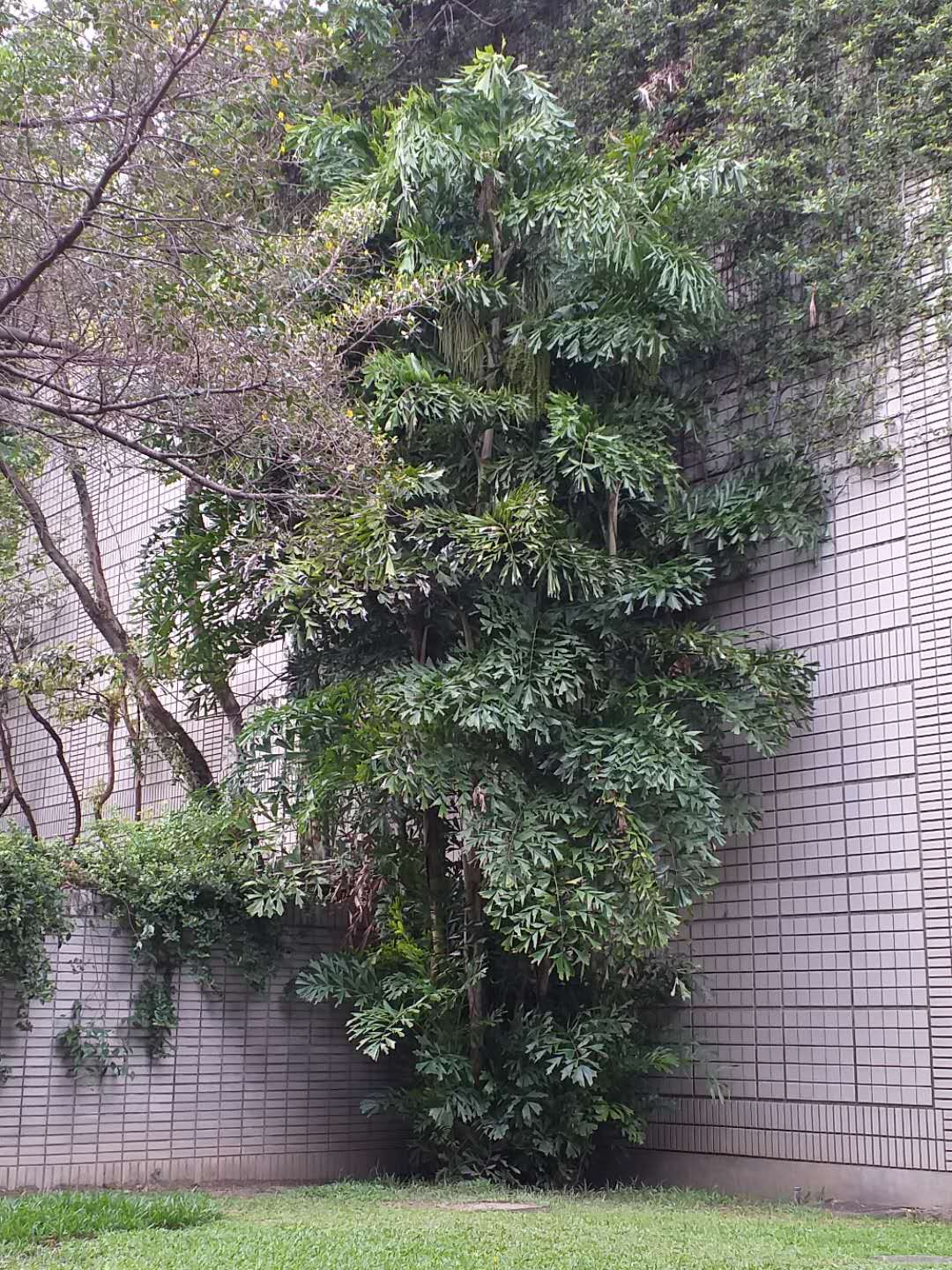
Caryota mitis

Кариота (лат. Caryota) — род растений семейства Пальмы, включающий в себя около 13 видов.

## Распространение
Ареал кариоты простирается от Шри-Ланки и Северо-Восточной Индии через Юго-Восточную Азию до Соломоновых островов, Новой Гвинеи и Северо-Восточной Австралии.

## Биологическое описание
Виды кариоты — высокие пальмы до 20—25 м или небольшие кустарниковые растения. От других пальм их отличает наличие крупных рассечённых дважды перистых листьев.
Первые соцветия появляются в пазухах верхних листьев. Соцветия из многочисленных свисающих ветвей напоминают огромный подрезанный лошадиный хвост.
Виды рода — монокарпические растения (то есть цветут и плодоносят один раз в жизни, после чего отмирают). По сравнению с другими пальмами представители этого рода — самые короткоживущие: средняя продолжительность жизни одноствольной кариоты составляет всего 20 лет.

## Виды
По информации базы данных The Plant List, род включает 14 видов:
- Caryota albertii F.Muell. ex H.Wendl.
- Caryota angustifolia Zumaidar & Jeanson
- Caryota cumingii Lodd. ex Mart.
- Caryota kiriwongensis Hodel
- Caryota maxima Blume ex Mart.
- Caryota mitis Lour. — Кариота нежная
- Caryota monostachya Becc.
- Caryota no Becc.
- Caryota obtusa Griff.
- Caryota ophiopellis Dowe
- Caryota rumphiana Mart. — Кариота Румфа
- Caryota sympetala Gagnep.
- Caryota urens L. — Винная пальма
- Caryota zebrina Hambali & al.